# Joan Ardèvol i Olivé
Joan Ardèvol i Olivé (Alforja, 27 de juny del 1861 - Cambrils, 28 de maig del 1941) fou un mestre que exercí la seva tasca a Cambrils entre 1884 i 1924. Feu els estudis primaris a Cambrils, i Magisteri a Tarragona i a Barcelona. Un cop titulat, es presentà a oposicions i guanyà plaça a la Seu d'Urgell. Poc després, obtingué el trasllat a Cambrils, on exercí quaranta anys fins a la jubilació. Ultra la seva tasca pedagògica, Ardèvol fundà el sindicat agrícola de la població (1902) i va ser president del Cercle Catòlic d'Obrers (1905).
El també mestre i alcalde de Cambrils, Josep Ortoneda i Budí, feu possible el 1961 la creació del primer col·legi públic a Cambrils, el Col·legi Joan Ardèvol, actualment Escola Joan Ardèvol, aplegant les diverses aules disseminades per la població. I pròximament Institut Escola Joan Ardèvol.